# Micrathena shealsi
Micrathena shealsi là một loài nhện trong họ Araneidae.
Loài này thuộc chi Micrathena. Micrathena shealsi được Arthur Merton Chickering miêu tả năm 1960.